# 食虫目
食虫目（学名：Insectivora）是一個已被棄用的哺乳綱動物分類，其成員現時主要都被歸入真盲缺目，其他的被分入其他目，又或獨立成為一目。
在過去，食虫目是一個包括一籃子小型到非常小型动物的分類。过去以为食虫目是真兽类最原始的成员，這些動物由於相對上較少分化，過往因為難以分類，所以都被綜合起來成為一類。
食虫性动物在中生代上白垩纪地层中就已出现。过去认为食肉目、翼手目、啮齿目都是由早期的食虫目分化出来的。基本就是鼩鼱类、鼹类和刺猬类，寿命一般不长，鼩鼱只能活6周，如果几小时不进食就会因无法维持体温死亡，最长的刺猬也就只能活10年左右，对人类的经济意义不大，可以控制部分虫害，但有的种也能传染鼠疫、疟疾等疾病。
但后来基因研究等分子分类学的发展，得知食虫目是个多系群，其成员彼此之间并不亲近，而是来自不同演化支，如食蚁兽属贫齿总目；鼩鼱、刺猬属于劳亚兽总目；马岛猬科属于非洲兽总目等。

## 特征
食虫目动物均为身体被以柔毛或硬刺的、外形似小老鼠的小型有胎盘类动物。多数食虫目的成员很高度适应食虫生活，是高效率的猎手。有些种类的唾液中有毒性，可以轻松的制服对手。

## 分布
全世界一共约有400种。几乎广泛分布在全世界（除了大洋洲和南极洲〕。而在南美洲，只见于南美洲最北部。

## 食物
它们的食物一般都是动物性的，如无脊椎动物、昆虫、小型蛙、蛇、蜥蜴、小鱼等，也部分食用水果。

## 种类
食虫目在后期的大致分为9科：
- 猬科(Erinaceidae)，10属，14种；现归于劳亚兽总目真盲缺目
- 鼹科(Talpidae)，15属，22种；现归于劳亚兽总目真盲缺目
- 鼩鼱科(Soricidae)，24属，312种；现归于劳亚兽总目真盲缺目
- 沟齿猥科(Solenodontidae)，2属，2种；现归于劳亚兽总目真盲缺目
- 马达加斯加猬科(Tenrecidae)，9属，20种；现归于非洲兽总目非洲猬目
- 獭鼩科(Potamogalidae)，2属，3种；现归于非洲兽总目非洲猬目马岛猬科獭鼩亚科
- 金毛鼹科(Chrysochloridae)，5属，11种；现归于非洲兽总目非洲猬目
- 象鼩科(Macroscelididae)，5属，28种；现归于非洲兽总目象鼩目
- 树鼩科(Tupaiidae)，5属，15种。现归于灵长总目树鼩目

有的分类法将象鼩科和树鼩科单分为目，将马达加斯加猬科合併到猬科，将金鼹科合併到鼹科，将獭鼩科合併到象鼩目，那样食虫目就只有四科。象鼩目和攀兽目曾经被置于食虫目。